# C/2011 L6 Boattini
 C/2011 L6 (Boattini) è una cometa non periodica con orbita retrograda, è la diciottesima cometa scoperta dall'astronomo italiano Andrea Boattini.